# كيسي راي
كيسي راي (بالإنجليزية: Casey Rae)‏ هو صحفي أمريكي، ولد في 23 مايو 1974.